# Wesmaelius obscuratus
Wesmaelius obscuratus is een insect uit de familie van de bruine gaasvliegen (Hemerobiidae), die tot de orde netvleugeligen (Neuroptera) behoort. 
Wesmaelius obscuratus is voor het eerst wetenschappelijk beschreven door Navás in 1936.